# Râul Izvorul Măguricii
Râul Izvorul Măguricii este un curs de apă, afluent al râului Rebra. 